# Wolfgang Brenner (Künstler)
Wolfgang Brenner (* 28. November 1956 in Oberwesel) ist ein deutscher Maler und freischaffender Künstler, primär im Bereich der Malerei, Druckgrafik, Fotografie, Objektgestaltung und Installation tätig.

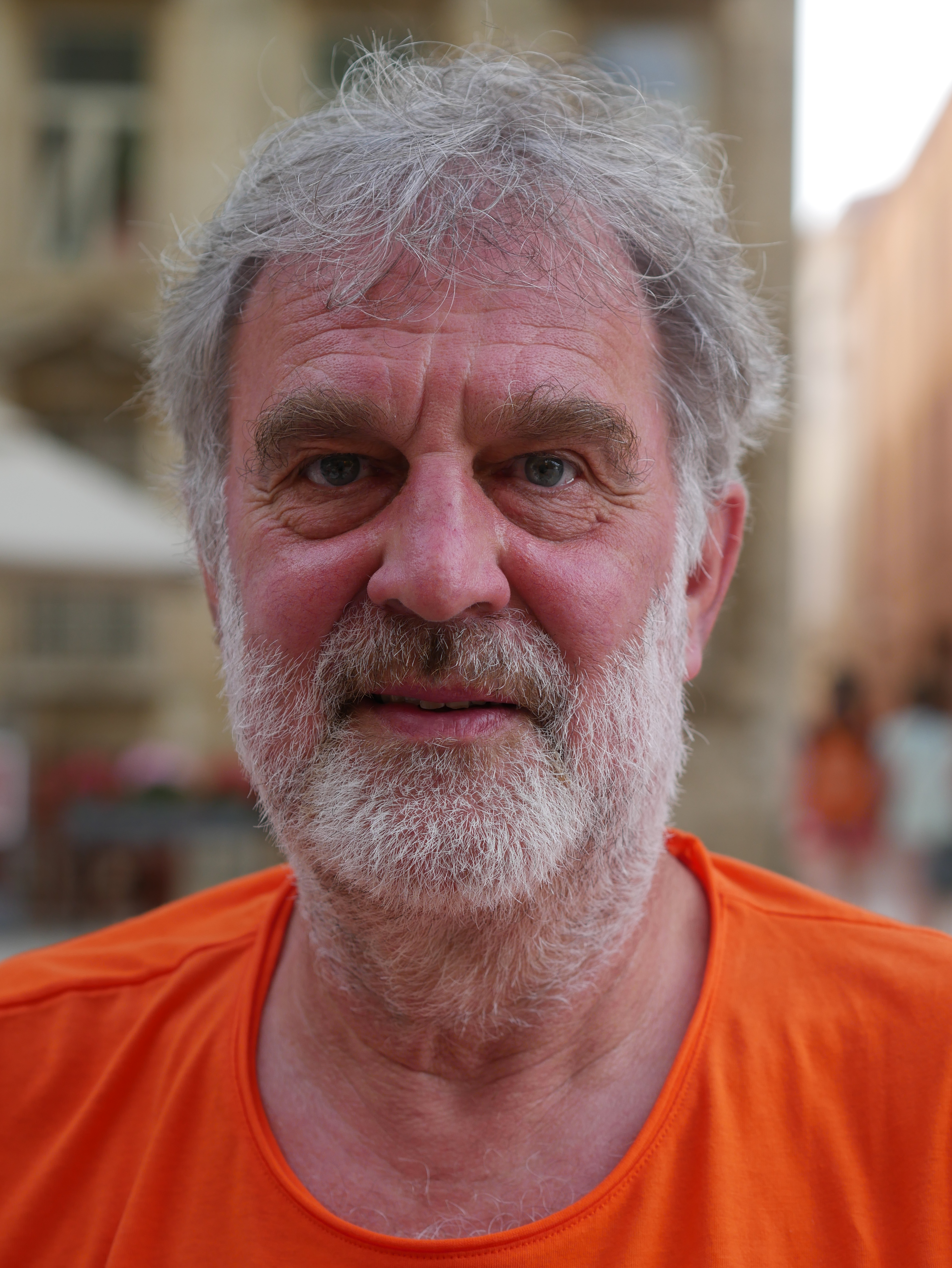
Wolfgang Brenner, Künstler

## Biographie

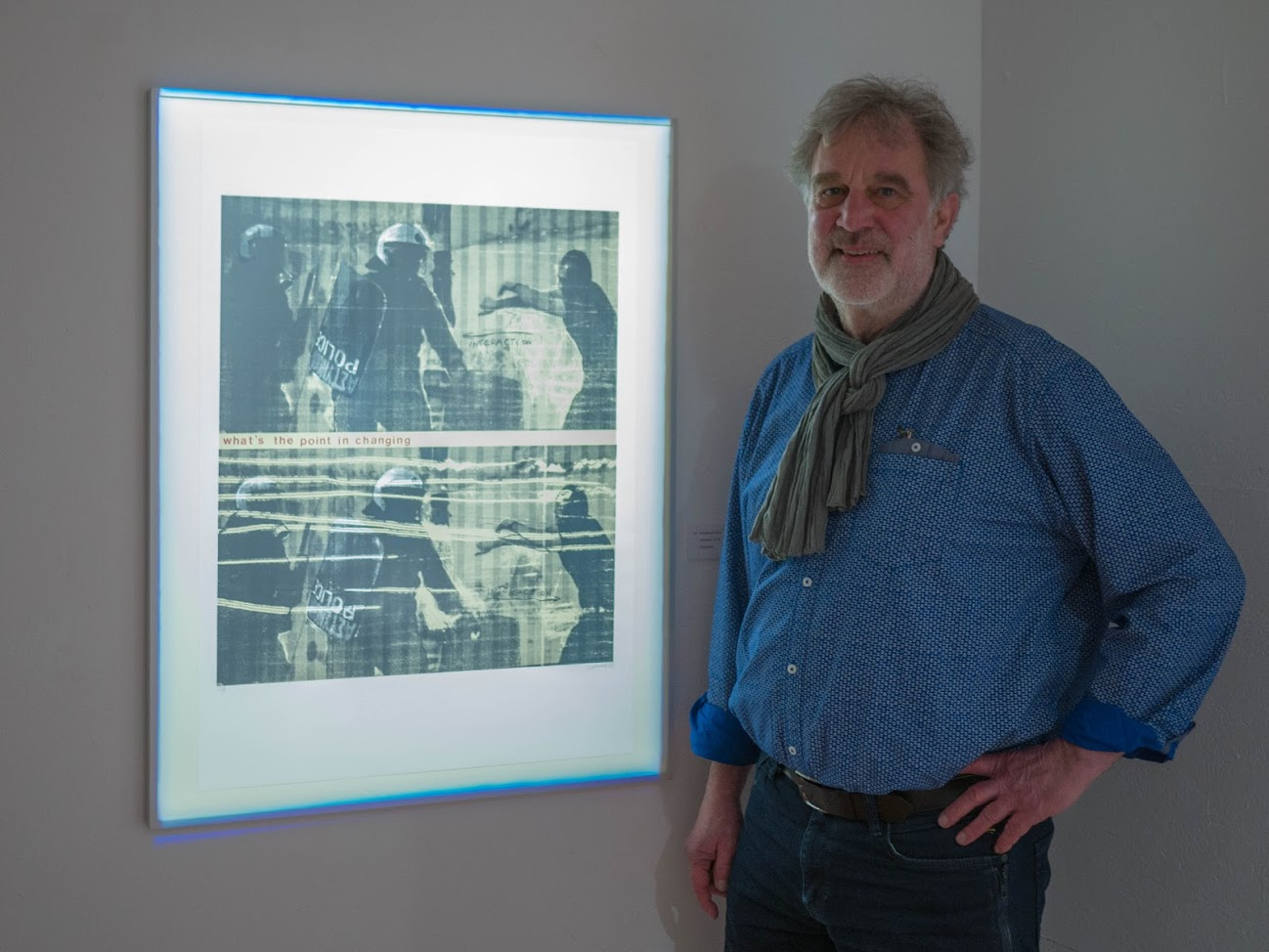
Wolfgang Brenner

Wolfgang Brenner hat sich schon während des Studiums von 1976 bis 1981 in Paderborn mit der Malerei und Bildhauerei beschäftigt und unter anderem Seminare bei Josef Rikus und Hans Ortner besucht. Seit 1997 ist Wolfgang Brenner freischaffender Künstler, seit 1998 Mitglied im Bundesverband Bildender Künstlerinnen und Künstler (BBK). Er engagiert unter anderem sich im Vorstand für den european artists e.V. und ist Gründungsmitglied und Organisator der Offene Ateliers Paderborn. Seit 2018 organisiert er das Internationale Paderborner Grafik Symposium.

## Ausstellungen (Auswahl)
(E) Einzelausstellung, (G) Gruppenausstellung, (K) Katalog
- 1998: Heinz Nixdorf MuseumsForum, Paderborn (E)
- 1999: Galerie im Studio, WDR-Studio, Bielefeld (E)
- 2000: Galerie Unikat, kunst raum volksdorf, Hamburg (E)
- 2001: Galerie Erata, Leipzig (E)
- 2002: Städtische Galerie BWA Kielce, Polen (EK); Städtische Galerie Przemysl, Polen (EK); Museum Bökerhof, Brakel (EK);
- 2003: Art Galeria, Cluj-Napoca, Rumänien (EK); Galerie OSTPOL, Berlin (E); communicare Maria im Weinberg,  Ev. Kirche Warburg (K); Städtische Galerie Torhaus, Dortmund (E); Kunstverein Paderborn (E)
- 2003/04: Zentrum für interdisziplinäre Forschung, Bielefeld[2] (E); Galerie der Stadt Rüsselsheim am Main (E)
- 2004: Städtische Galerie Eichenmüllerhaus, Lemgo (E); Haus der ev. Kirche, Paderborn mit Werner Schlegel (G)
- 2005: Stiftung Europäischer Skulpturenpark, Kloster Willebadessen (GK); Galerie Ripustus, Hämeenlinna, Finnland (GK)
- 2006: 14ª SEMANA CULTURAL, Galerie der Cittadella, Pamplona, Spanien mit Renate Kastner (GK)
- 2007: Kunstverein Melle (EK); Kunstverein Oerlinghausen (E)
- 2008: Ausstellung zum Paderborner Kunstpreis, Sparkasse Paderborn[3] (E)
- 2009: Galerie Petra Höcker, Osnabrück (EK); Gallery Vlassis Art, Thessaloniki, Griechenland mit Sarantis Gagas (GK)
- 2010: World Art Delft, Delt, NL (mit Sarantis Gagas); Korbmacher Museum Dalhausen
- 2011: Kunstverein Kunst im Turm, Lippstadt; Art on the Square, Belleville, USA;
- 2012: Gallery Vlassis Art, Thessalonik / Greece; Werkstattgalerie Egidius, Soest; Städt. Galerie Petershagen
- 2013: Kunstverein Soest (E); Dotti Stiftung Lage (E)
- 2014: Miejski Ośrodek Sztuki (Municipal Centre of Art) Gorzów Wielkopolski, PL (E); Galeria BWA Kielce (mit Igor Janowicz | Marek Wawro) (GK)[4]
- 2015: 3 x Europa, Kunstverein Paderborn (mit Igor Janowicz | Marek Wawro) (GK)[5][6]
- 2016: Kein Grund das zu beschönigen Galerie Gausepohl Detmold[7] (G); galerie@19, Paderborn (GK)
- 2017: Galerija Gina, Zadar, Kroatien (E)
- 2018: BWA Gallery Przemysl[8], PL (E)
- 2019: Wir sehen uns am Meer, Galerie Gausepohl, Detmold (E); Blick durch das Schlüsselloch, Kunstnacht Detmold, Galerie Gausepohl (E)
- 2020: Rajasthan Lalit Kala (Fine Arts Academy Jaipur), Indien (E)

## Arbeiten in öffentlichen und privaten Sammlungen (Auswahl)
- Stiftung World Art Delft, NL
- Flemish centre for the graphic arts, Frans Masereel Centre, Belgien
- Collection of the City Belleville, USA
- Fine Art Society, Muscat, Oman
- Visual Art Center, Doha, Qatar
- Museum der Kunstakademie El Minia, Ägypten
- Sammlung European Artists e.V., Essen
- Stadt Paderborn
- Artothek der Stadt Paderborn
- Galeria Sztuki Współczesnej w Przemyślu, Polen (BWA Przemyśl)
- BWA Biuro Wystaw Artystycznych w Kielcach
- Kunstverein Paderborn
- Kunstverein Schieder-Schwalenberg
- Sammlung Ralf Klement

## Auszeichnungen (Auswahl)
- 2005: Herforder Recycling Kunstpreis[9]
- 2007: Kunstpreis des Landes NRW
- 2008: Paderborner Kunstpreis des Kunstverein Paderborn und der Sparkasse Paderborn[10]
- 2009: Kunstpreis “Kultur prägt!” des Landes NRW[11][12]
- 2010: Preis der Kulturstiftung Deutscher Länder für “Kinder zum Olymp”[11]
- 2011: Rotary Club Belleville Art Award “Art on the Square”[13]
- 2016: Deutscher Jugendfotopreis (mit Ausstellung auf Photokina Köln)[11]
- 2017: Marler Kunststern[14]

## Lehrtätigkeiten (Auswahl)
- 2003–15: Lehrtätigkeit an der Universität Paderborn, Fakultät für Kulturwissenschaften / Kunst / Textil[15]
- 2006–10: Dozent an der Sommerakademie Dringenberg
- 2007–14: Dozent an den Sommerakademie Paderborn
- 2010: Dozent am Visual Art Center, Doha, Qatar
- 2011: Dozent am Goethe-Institut, Thessaloniki

## Symposien (Auswahl)
- 2001: Installation in der Wehrkirche Dörenhagen; XXI Miedzynarodowe Konfrontacje Plastyczne, Slonne, Polen
- 2002: 1. Kunstmesse in Ostwestfalen-Lippe, Bielefeld; Sechsmonatiges Künstlerhausstipendium des Instituts für Lippische Landeskunde u. der Stadt Schieder-Schwalenberg; XXII Künstlersymposium Slonne, Polen
- 2004: II Internationale Künstlersymposium „European Artists“, Essen; IV Simposio Internazionale d´Art Contemporanea, Verbania, Italien
- 2005: 25. Künstlersymposium Slonne, Polen (Katalog); Internationales Künstlersymposium „Reconstruction of the New“, World Art Delft, NL
- 2006: Aufenthalt im Flemish centre for the graphic arts, Frans Masereel Centre, Belgien; Teilnahme an der 10th Cairo International Biennale; Künstlersymposium der EAA (European Artists Association), Essen
- 2007: Künstlersymposium der EAA (European Artists Association), Essen; 27. Künstlerworkshop Slonne, Polen
- 2008: Künstlerworkshop, Kunstakademie El Minia, Ägypten; Künstlersymposium “World Art Delft” zum Thema Recycling, Delft, NL
- 2009: Künstlersymposium im Rahmen Culture@Germany, Fine Art Society, Muscat, Oman, organisiert von der Deutschen Botschaft in Oman; Austausch und Arbeit an Kunstakademie El Minia, Ägypten; Künstlersymposium “World Art Delft” zum Thema Recycling, Delft, NL; Künstlersymposium im ArToll, Bedburg-Hau
- 2010: Intern. Künstlersymposium “Inter Art”, Aiud, Rumänien; 30. International Artists Meeting Slonne, Polen, (Katalog); Intern. Künstlersymposium der European Artists, Essen
- 2011: 19. European Artists Symposium, Essen
- 2015:  European Artists Symposium, Essen
- 2016: European Artists Symposien, Slonne, PL; Fine Arts Festival International Symposium, Muscat, Oman
- 2017: International Artists Meeting – Slonna Reedycja
- 2018: 1. international graphic symposium paderborn; European Artists Künstlersymposium, Neviges; International Artists Meeting – Slonna Reedycja